# Lijst van burgemeesters van Bommenede
Dit is een lijst van burgemeesters van de voormalige Nederlandse gemeente Bommenede tot die gemeente in 1866 opging in de gemeente Zonnemaire.
| Ambtsperiode | Naam burgemeester      | Partij of stroming | Bijzonderheden                                 |
| ------------ | ---------------------- | ------------------ | ---------------------------------------------- |
| 18?? - 1840  | Cornelis (C.) Hocke    |                    |                                                |
| 1841 - 1853  | Jan Isebree Moens      |                    |                                                |
| 1853 - 1866  | Jacob (J.) Moolenburgh |                    | tevens burgemeester van Zonnemaire (1853-1873) |